# Rio Jaguariaíva
Der Rio Jaguariaíva ist ein etwa 126 km langer linker Nebenfluss des Rio Itararé im Osten des brasilianischen Bundesstaats Paraná.

## Etymologie und Geschichte
Das Wort Jaguariaíva setzt sich zusammen aus den drei Tupi-Begriffen Jaguar = „Jaguar“, i = „Fluss“ und aiva, ayua, aiba = „schlecht“ oder „verrückt“. Der Name bedeutet also „Fluss des verrückten Jaguars“. Dieser Name ist schon früh auf alten Landkarten verzeichnet.

## Geografie

### Lage
Das Einzugsgebiet des Rio Jaguariaíva befindet sich im Übergang des Primeiro Planalto Paranaense („Erste“ oder „Curitiba-Hochebene“ von Paraná) zum Segundo Planalto Paranaense („Zweite“ oder „Ponta-Grossa-Hochebene“ von Paraná).

### Verlauf
Sein Quellgebiet liegt im Munizip Piraí do Sul auf 492 m Meereshöhe in der Serra de Paranapiacaba etwa 8 km nördlich der Ortschaft Santa Quitéria (Munizip Castro).
Der Fluss verläuft in nördlicher Richtung. Er fließt auf der Grenze zwischen den Munizipien São José da Boa Vista, Sengés von links in den Rio Itararé. Er mündet auf 492 m Höhe. Die Entfernung zwischen Ursprung und Mündung beträgt 78 km. Er ist etwa 126 km lang.

### Munizipien im Einzugsgebiet
Am Rio Jaguariaíva liegen die vier Munizpien
- Piraí do Sul (beidseits)
- Jaguariaíva (beidseits)
- São José da Boa Vista (links),
- Sengés (rechts)

### Zuflüsse
Die wichtigsten der Nebenflüsse sind:
rechts:
- Ribeirão do Barreiro
- Rio Cajuru
- Ribeirão do Gaspar
- Ribeirão das Gralhas
- Ribeirão Lajeado
- Ribeirão das Mortes

links:
- Ribeirão dos Patos
- Arroio Tamanduá

## Umweltschutzgebiet APA da Escarpa Devoniana
Innerhalb des Munizipgebiets von Jaguariaíva durchfließt der Fluss die Área de Proteção Ambiental da Escarpa Devoniana. Er entwässert etwa 15 % der knapp 4.000 km² des Umweltschutzgebiets.

## Fremdenverkehr
Etwa auf Höhe von Sengés durchschneidet der Fluss den Cânion do Rio Jaguariaíva. Er wird als der weltweit achtlängste Canyon bezeichnet. Mit seinen bis zu 80 m hohen Felswänden bietet sich er auf 10 km Länge für interessante Wildwasserpaddel- und Rafting-Touren an.
An seinem Ufer besitzt er einige weitere Naturschönheiten, die touristisch teilweise erschlossen sind. Das Codó-Tal, das vom Rio Jaguariaíva durchschnitten wird, ist eines der schönsten Täler der Region. Es ist 9 km lang und wird von einer 200 m hohen Felswand überragt. Es ist von Urwald umgeben und ist Heimat einer bemerkenswerten Tierwelt. Dort baute die Matarazzo-Unternehmensgruppe 1943 einen Damm und ein Wasserkraftwerk für ihre Fabrik.
Der Morro da Mandinga ist ein Sandsteinberg von 1.100 m Höhe mit einer Felswand, die tief in eine Schlucht des Rio Jaguariaíva auf dessen rechter Seite abfällt. Eine alte Eisenbahnbrücke der Strecke Jaguariaíva–Sengés–Itararé (1908), die von der Rede de Viação Paraná-Santa Catarina erbaut wurde, ist von Urwald mit einem glasklaren Wasserfall umgeben. Das Gebiet befindet sich auf Privatgrund innerhalb der Fazenda Mandinga. Es darf nur mit der Genehmigung des Eigentümers besucht werden.
Der Parque Estadual do Cerrado mit seinen ursprünglich 4 km² (seit 2013 sind es 18 km²) beherbergt eine reiche Tier- und Pflanzenwelt. Er ist für Ökotourismus gut erschlossen. Er wird vom Instituto Água e Terra des Staates Paraná betrieben.